# Ślęza
Pour l’article homonyme, voir Ślęza (Basse-Silésie).
La Ślęza (en allemand Lohe) est une rivière de 78,6 km de long dans la voïvodie de Basse-Silésie, dans le sud-ouest de la Pologne, affluent de l'Oder.

## Géographie
Sa source se situe dans les collines de Niemcza (Wzgórza Niemczańskie), dans les Hautes Sudètes (Przedgórze Sudeckie), coule près du Mont Ślęża à travers la Basse Silésie (Nizinia Śląska) et se jette dans l'Oder à Wrocław.
Son plus important affluent est la Mała Ślęza ("la petite Ślęza"). La Ślęza borde les villes de Niemcza, Tyniec nad Ślęzą, Jordanów Śląski et Wrocław.

## Étymologie
Le nom dérive probablement d'un mot silésien signifiant « lieu marécageux humide ». Le cours d'eau est appelé Selenza dans une bulle pontificale d'Adrien IV de 1155.
Il est à noter que bien que les noms de la rivière Ślęza et du mont Ślęża soient tous les deux d'origine silésienne, la Ślęza s'écrit avec la lettre Z standard tandis que le mont Ślęża s'écrit avec un diacritique.